# سید براکه
سید حیدر فرزند سید منصور ملقب به سید براکه از مشاهیر اهل حق در سال ۱۲۱۰ هحری قمری در توت شامی کرمانشاه زاده شده و در ۱۳۱۰ هحری قمری در همان روستا کشته شد. پیروانان اهل حق دوران سید براکه را که به یری‌تنی مشهور است، به عنوان کامل‌ترین دوران اهل حق می‌دانند.

## منایع
1. ↑  کوردیپدیا
2. ↑  سید براکه در باور اهل حق